# António Teles da Silva
António Teles da Silva (1590–1650), por vezes conhecido simplesmente por António Telo foi um nobre, militar e administrador colonial português e um d'Os Conjurados que colocou no trono de Portugal a Dinastia de Bragança.

## Biografia
Tendo optado pela carreira das armas, no contexto da Dinastia Filipina e da primeira das Invasões holandesas do Brasil, embarcou em 1625 na armada organizada no Reino de Portugal com a finalidade de reconquistar Salvador, no Estado do Brasil (a "Jornada dos Vassalos").
Em recompensa pelos serviços prestados, em 1634-1635, foi enviado ao Estado Português da Índia no cargo de capitão-mor das naus de carreira, com a promessa de 100$000 réis de renda anuais, mais os proventos do seu quinhão no tráfico.
"António Teles da Silva foi um dos vários fidalgos que participaram do golpe de 1.º de Dezembro de 1640, e segundo os relatos de época, foi o único destes que ficou ferido na ação . Em decorrência de sua participação foi nomeado em 1641 para servir como mestre de campo general do Alentejo e para o Conselho de Estado e Conselho de Guerra
Foi nomeado governador e capitão-general do Estado do Brasil em maio de 1642, com a promessa do título e mercês de conde de Vilar-Maior, substituindo D. Jorge de Mascarenhas, marquês de Montalvão. Tomou posse do governo em Salvador no dia 30 de Agosto de 1642.
A partir de 1643 e em todos os anos, até 1649, enviou por sua conta, a um procurador em Lisboa, açúcar, couro, madeira de jacarandá e tabaco, com cuja venda e respectiva aplicação de capitais recebia uma média anual de 2500 a 3000 cruzados.
Permaneceu no cargo até dezembro de 1647, quando foi substituído por António Teles de Meneses, conde de Vila Pouca de Aguiar. Permaneceu entretanto na Bahia até 1650, assistindo ao novo governador-geral, ao mesmo tempo em que dava prosseguimento aos seus negócios iniciados em 1643, associado a João Fernandes Vieira.

### Apreciação
Diz o escritor brasileiro Vivaldo Coaracy em sua obra «O Rio de Janeiro no século 17», página 114, ser «homem íntegro e de alta reputação». Chegando a seus ouvidor queixas dos cariocas contra o governador Salvador Correia de Sá e Benevides, acusado de pouco escrúpulo, ordenou ao provedor da Fazenda no Rio de Janeiro, Domingos Correia, fazer um relatório minucioso sobre os processos da administração. Correia, «utilizando-se da ausência do governador em São Vicente, procedeu a um verdadeiro inquérito de que resultou a longa e gravíssima denúncia que contra o governador enviou ao Conselho Ultramarino», documento em que Salvador é «acusado de prevaricador, de locupletar-se com os dinheiros da Fazenda Real, de proteger os parentes e amigos com proventos indevidos, de oprimir o povo com tributos ilegais de que ele mesmo se fazia o administrador, de mandar construir por seus escravos fortificações precárias que fazia pagar por preços exorbitantes, e de outras muitas irregularidades administrativas levadas a efeito em exclusivo benefício seu, com o que já tinha aumentado a sua fortuna pessoal de mais de 300.000 cruzados desde que assumira o governo da capitania».
O governo de Antonio Teles da Silva foi marcado pelo empenho na chamada Insurreição Pernambucana. Embora não apoiada declaradamente pela Coroa Portuguesa, em negociações diplomáticas com os Países Baixos, apoiou o grupo luso-brasileiro contrário à presença neerlandesa no nordeste do Brasil, nomeadamente o mestre-de-campo Francisco Barreto de Meneses.
Esse grupo era liderado pelo senhor de engenho João Fernandes Vieira, com o apoio do sargento-mor André Vidal de Negreiros e do indígena, governador e capitão-mor dos índios, D. Antônio Filipe Camarão, cavaleiro da Ordem de Cristo desde 1635.
Entre as táticas de guerrilha, o governador determinou o incêndio dos canaviais de Pernambuco, visando prejudicar os lucros dos neerlandeses com esse gênero, e com o intuito de que os luso-brasileiros ficassem mais desembaraçados para fazer a guerra. Tentou também organizar as forças militares em outras regiões da América Portuguesa. Nesse esforço, contatou o governador da capitania do Rio de Janeiro, Salvador Correia de Sá e Benevides que, entretanto, se esquivou do confronto e preferiu seguir com sua esposa D. Catarina de Velasco e seus açúcares diretamente para a Europa, sob a alegação de que não dispunha de forças militares suficientes para combater os invasores.
Antonio Teles da Silva interpretou esse gesto como ilustrativo da pouca lealdade de Salvador Correia de Sá à causa da Restauração. Vivaldo Coaracy, em seu livro «O Rio de Janeiro no século 17», página 125, descreve a partida da frota de Salvador do Rio para Lisboa, em abril de 1645. Seguiu ele na capitania, São Pantaleão, e «seu procedimento equívoco», que motivou amargas queixas de Antonio Teles da Silva. O autor considera inexplicável seu comportamento, o que atribuiu a «ciúmes e secreta hostilidade que nutria contra Antonio Teles». O fato é que, ao chegar a frota à Bahia, imediatamente partiu para o norte a esquadrilha de Serrão de Paiva que conduzia os Terços de André Vidal de Negreiros e de Martim Soares Moreno, que iam cooperar na insurreição de Pernambuco, para onde haviam já seguido por terra Henrique Dias e Filipe Camarão. De acordo com a combinação de forças, a frota de Salvador Correia de Sá e Benevides (militar) deveria reunir-se aos navios de Serrão de Paiva depois que tivessem desembarcado a infantaria, e ir ameaçar os holandeses em Recife, entregando às autoridades holandesas cartas de intimação mandadas pelo governador-geral mas provavelmente amedrontou-se da fama do Almirante Holandês. Salvador Correia teria fingido concordar com o plano de batalha, mas na verdade ao chegar a Pernambuco apenas mandou desembarcar as cartas de que era portador e tratou de afastar-se rumo à Europa, indo à Coimbra sobre receio de proteger seu carregamento e abandonando Serrão. E com tanta pressa, conta Vivaldo Coaracy à página 125, «que largou em terra os parlamentares que enviara ao Conselho e deixou que os holandeses de Lichthart lhe apressassem um dos transportes da frota.»
Faleceu no naufrágio da nau Nossa Senhora da Conceição, integrante da frota do conde de Castelo Melhor, durante uma forte tempestade.

## Dados genealógicos
Filho não-primogénito do nobre Luís da Silva, morto em 1636, e de sua esposa D. Mariana de Lencastre. Seu pai foi "Alcaide-mor, e Commendador de Cea na Ordem de Aviz, que foy Governador da Relação do Porto, Veador da Fazenda, e Do Conselho de Estado, e sérvio algum tempo de Mordomo-mor".
Pela via paterna era neto de João Gomes da Silva e pela via materna de D. Francisco de Faro, senhor de Vimieiro, e de D. Guiomar de Castro.
Teve três irmãos mais velhos - João Gomes da Silva, Fernão Teles de Menezes e Francisco Teles da Silva - além de sete irmãs.
Ainda de acordo com a pesquisadora Virgínia Rau, morto solteiro e sem descendência, legou a sua fortuna - 80 mil cruzados - ao irmão Fernão Teles.